# Calassomys apicalis
Calassomys apicalis és una espècie de mamífer rosegador de la família dels cricètids. És endèmica del Brasil, on només se la troba a l'estat de Minas Gerais, a la Serra do Espinhaço. És l'única espècie descrita del gènere Calassomys.
Té una llarga cua que fa entre 2,5 i 5 cm i té la punta blanca, fet que li ha valgut el nom popular de rato-de-rabo-branco ('rata cuablanca').
L'espècie fou descrita el 2014 per investigadors a la regió del Parc Nacional Sempre Vivas, prop de Diamantina. En analitzar l'animal s'adonaren que no encaixava en cap espècie existent. Es dugueren a terme diversos estudis morfològics de característiques externes de l'anatomia dels òrgans interns, característiques del crani i les dents molars i altres anàlisis tècniques que permeteren establir un nou gènere per a aquest rosegador.
L'estudi sobre l'espècie fou publicat a l'abril al Journal of Mammalogy. Un espècimen del rosegador està dipositat a la col·lecció de mastologia del Museu de Zoologia João Moojen de la Universitat Federal de Viçosa.